# Championnat du Paraguay de football 2003
 (décembre 2020).
Si vous disposez d'ouvrages ou d'articles de référence ou si vous connaissez des sites web de qualité traitant du thème abordé ici, merci de compléter l'article en donnant les références utiles à sa vérifiabilité et en les liant à la section « Notes et références ».
Navigation
Saison précédente Saison suivante
La saison 2003 du Championnat du Paraguay de football est la quatre-vingt-treizième édition de la Primera División, le championnat de première division au Paraguay. Les dix meilleurs clubs du pays disputent la compétition, qui se déroule en trois phases :
- un tournoi Ouverture joué sous forme de poule unique où les équipes s’affrontent une fois. Les six premiers se qualifient pour la phase finale, disputée en deux parties (phase de poule puis finale entre les deux premiers de poule).
- un tournoi Clôture joué sous forme de poule unique où les équipes s’affrontent deux fois.
- les vainqueurs des tournois saisonniers se rencontrent lors de la finale nationale pour le titre.

C'est le Club Libertad, tenant du titre, qui est à nouveau sacré champion cette saison après avoir remporté à la fois les tournois Ouverture et Clôture. C'est le dixième titre de champion du Paraguay de l’histoire du club.

## Les clubs participants
| - Club Guaraní - Cerro Porteño - Tacuary FC - Promu de División Intermedia - Club Olimpia - Club Sol de América | - Club Sportivo Luqueño - Club Libertad - Club Sport Colombia - Club Sportivo San Lorenzo - 12 de Octubre FC |

## Compétition
Le barème utilisé pour établir l’ensemble des classements est le suivant :
- Victoire : 3 points
- Match nul : 1 point
- Défaite : 0 point

### Tournoi Ouverture

#### Première phase
| Rang | Équipe                    | Pts | J | G | N | P | Bp | Bc | Diff |
| ---- | ------------------------- | --- | - | - | - | - | -- | -- | ---- |
| 1    | Club LibertadT            | 21  | 9 | 6 | 3 | 0 | 13 | 3  | +10  |
| 2    | Cerro Porteño             | 18  | 9 | 5 | 3 | 1 | 20 | 8  | +12  |
| 3    | Club Olimpia              | 16  | 9 | 4 | 4 | 1 | 16 | 11 | +5   |
| 4    | Club Sol de América       | 13  | 9 | 3 | 4 | 2 | 12 | 7  | +5   |
| 5    | Tacuary FCP               | 13  | 9 | 4 | 1 | 4 | 15 | 16 | -1   |
| 6    | Club Guaraní              | 12  | 9 | 3 | 3 | 3 | 18 | 20 | -2   |
| 7    | Club Sportivo Luqueño     | 11  | 9 | 3 | 2 | 4 | 14 | 12 | +2   |
| 8    | Club Sport Colombia       | 8   | 9 | 2 | 2 | 5 | 14 | 20 | -6   |
| 9    | 12 de Octubre FC          | 7   | 9 | 1 | 4 | 4 | 8  | 18 | -10  |
| 10   | Club Sportivo San Lorenzo | 3   | 9 | 1 | 0 | 8 | 10 | 25 | -15  |

|  | Qualification pour la phase finale du tournoi        |
|  | T : Tenant du titre P : Promu de División Intermedia |

#### Phase de poules
Les deux premiers de la première phase démarrent la phase de poules avec un bonus de 2 points. Le premier de chaque poule, en plus de se qualifier pour la finale du tournoi, obtient également son billet pour la Copa Sudamericana 2003.
| Rang | Équipe          | Pts | J | G | N | P | Bp | Bc | Diff |
| ---- | --------------- | --- | - | - | - | - | -- | -- | ---- |
| 1    | Club Libertad+2 | 6   | 2 | 1 | 1 | 0 | 2  | 0  | +2   |
| 2    | Tacuary FC      | 4   | 2 | 1 | 1 | 0 | 2  | 0  | +2   |
| 3    | Club Olimpia    | 0   | 2 | 0 | 0 | 2 | 0  | 4  | -4   |

| Rang | Équipe              | Pts | J | G | N | P | Bp | Bc | Diff |
| ---- | ------------------- | --- | - | - | - | - | -- | -- | ---- |
| 1    | Club Guaraní        | 6   | 2 | 2 | 0 | 0 | 3  | 1  | +2   |
| 2    | Club Sol de América | 3   | 2 | 1 | 0 | 1 | 4  | 3  | +1   |
| 3    | Cerro Porteño+2     | 2   | 2 | 0 | 0 | 2 | 3  | 6  | -3   |

#### Finale du tournoi
| Équipe 1     | Résultat | Équipe 2      | Aller | Retour |
| ------------ | -------- | ------------- | ----- | ------ |
| Club Guaraní | 0 - 1    | Club Libertad | 0 - 0 | 0 - 1  |

### Tournoi Clôture
| Rang | Équipe                    | Pts | J  | G | N | P  | Bp | Bc | Diff |
| ---- | ------------------------- | --- | -- | - | - | -- | -- | -- | ---- |
| 1    | Club Libertad             | 33  | 18 | 9 | 6 | 3  | 32 | 20 | +12  |
| 2    | Club Olimpia              | 33  | 18 | 9 | 6 | 3  | 30 | 18 | +12  |
| 3    | Cerro PorteñoT            | 32  | 18 | 9 | 5 | 4  | 24 | 15 | +9   |
| 4    | Club Guaraní              | 27  | 18 | 7 | 6 | 5  | 24 | 17 | +7   |
| 5    | Club Sportivo Luqueño     | 27  | 18 | 7 | 6 | 5  | 21 | 20 | +1   |
| 6    | Club Sol de América       | 19  | 18 | 4 | 7 | 7  | 17 | 16 | +1   |
| 7    | 12 de Octubre FC          | 19  | 18 | 4 | 7 | 7  | 7  | 14 | -7   |
| 8    | Club Sportivo San Lorenzo | 18  | 18 | 4 | 6 | 8  | 18 | 32 | -14  |
| 9    | Tacuary FCP               | 17  | 18 | 4 | 5 | 9  | 20 | 29 | -9   |
| 10   | Club Sport Colombia       | 16  | 18 | 4 | 4 | 10 | 22 | 34 | -12  |

|  | Qualification pour la finale du tournoi              |
|  | T : Tenant du titre P : Promu de División Intermedia |

#### Finale du tournoi
| Équipe 1      | Résultat      | Équipe 2     |
| ------------- | ------------- | ------------ |
| Club Libertad | 0 - 0 6-5 tab | Club Olimpia |

### Finale nationale
La finale nationale n'est pas jouée car le Club Libertad a remporté les tournois Ouverture et Clôture.

### Barrage pour la Copa Libertadores
Les finalistes des deux tournois s'affrontent pour déterminer le deuxième club qualifié en Copa Libertadores.
| Équipe 1     | Résultat | Équipe 2     | Aller | Retour |
| ------------ | -------- | ------------ | ----- | ------ |
| Club Olimpia | 3 - 4    | Club Guaraní | 1 - 1 | 2 - 3  |

Le perdant du barrage, Club Olimpia, démarre la Liguilla pré-Libertadores avec un bonus d'un point.

### Classement cumulé
Le classement cumulé des premières phases des tournois détermine les quatre clubs qualifiés pour la Liguilla pré-Libertadores. Pour la relégation (directe ou le barrage), ce sont les points accumulés lors des trois dernières saisons qui sont utilisés comme critères de classement.
| Rang | Équipe                    | Pts | J  | G  | N  | P  | Bp | Bc | Diff |
| ---- | ------------------------- | --- | -- | -- | -- | -- | -- | -- | ---- |
| 1    | Club LibertadT Ouv Clo    | 54  | 27 | 15 | 9  | 3  | 45 | 23 | +22  |
| 2    | Cerro Porteño             | 50  | 27 | 14 | 8  | 5  | 44 | 23 | +21  |
| 3    | Club Olimpia              | 49  | 27 | 13 | 10 | 4  | 46 | 29 | +17  |
| 4    | Club Guaraní              | 39  | 27 | 10 | 9  | 8  | 42 | 37 | +5   |
| 5    | Club Sportivo Luqueño     | 38  | 27 | 10 | 8  | 9  | 35 | 32 | +3   |
| 6    | Club Sol de América       | 32  | 27 | 7  | 11 | 9  | 29 | 23 | +6   |
| 7    | Tacuary FCP               | 30  | 27 | 8  | 6  | 13 | 35 | 35 | 0    |
| 8    | 12 de Octubre FC          | 26  | 27 | 5  | 11 | 11 | 15 | 32 | -17  |
| 9    | Club Sport Colombia       | 24  | 27 | 6  | 6  | 15 | 36 | 54 | -18  |
| 10   | Club Sportivo San Lorenzo | 21  | 27 | 5  | 6  | 16 | 28 | 57 | -29  |

|  | Qualification pour la Copa Libertadores 2004                                                                                 |
|  | Qualification pour la Liguilla pré-Libertadores                                                                              |
|  | Participation au barrage de promotion-relégation                                                                             |
|  | Relégation directe en División Intermedia                                                                                    |
|  | T : Tenant du titre Ouv : Vainqueur du tournoi Ouverture Clo : Vainqueur du tournoi Clôture P : Promu de División Intermedia |

### Liguilla pré-Libertadores
Les quatre équipes qualifiées s’affrontent pour déterminer le dernier représentant du Paraguay en Copa Libertadores.
| Rang | Équipe                | Pts | J | G | N | P | Bp | Bc | Diff |
| ---- | --------------------- | --- | - | - | - | - | -- | -- | ---- |
| 1    | Club Olimpia+1        | 8   | 3 | 2 | 1 | 0 | 4  | 1  | +3   |
| 2    | Club Sportivo Luqueño | 6   | 3 | 2 | 0 | 1 | 8  | 4  | +4   |
| 3    | Cerro Porteño         | 3   | 3 | 1 | 0 | 2 | 4  | 7  | -3   |
| 4    | Club Sol de América   | 1   | 3 | 0 | 1 | 2 | 5  | 9  | -4   |

### Barrage de promotion-relégation
| Équipe 1                        | Résultat | Équipe 2   | Aller | Retour |
| ------------------------------- | -------- | ---------- | ----- | ------ |
| Club Atlético 3 de Febrero (D2) | 2 - 4    | Tacuary FC | 1 - 2 | 1 - 2  |

- Les deux formations se maintiennent dans leur championnat respectif.

## Bilan de la saison
| Championnat du Paraguay de football 2003 |                           |
| Champion                                 | Club Libertad (10e titre) |
| Qualifications continentales             |                           |
| Copa Libertadores 2004                   | Club Libertad             |
| Copa Libertadores 2004                   | Club Guaraní              |
| Copa Libertadores 2004                   | Club Olimpia              |
| Copa Sudamericana 2003                   | Club Libertad             |
| Copa Sudamericana 2003                   | Club Guaraní              |
| Promotions et relégations                |                           |
| Promus en Primera División               | Club Nacional             |
| Relégués en División Intermedia          | Club Sportivo San Lorenzo |